# イスタンブール条約
女性に対する暴力と家庭内暴力の防止と撲滅に関する欧州評議会条約（じょせいにたいするぼうりょくとかていないぼうりょくのぼうしとぼくめつにかんするおうしゅうひょうぎかいじょうやく、英: The Council of Europe Convention on preventing and combating violence against women and domestic violence）、通称イスタンブール条約（イスタンブールじょうやく、英: the Istanbul Convention）は、2011年5月11日にトルコのイスタンブールで署名された女性に対する暴力と家庭内暴力に反対するための欧州評議会の国際人権条約。
この条約は、暴力の防止、被害者の保護、加害者の免責の撤廃を目的とする。
2024年2月の時点で45か国と欧州連合が署名している。2012年3月12日にトルコが最初に批准し、その後も2013年から2023年にかけて37か国と欧州連合（アルバニア, アンドラ, オーストリア, ベルギー, ボスニアヘルツェゴビナ, クロアチア, キプロス, デンマーク, フィンランド, エストニア, フランス, ジョージア, ドイツ, ギリシャ, アイスランド, アイルランド, イタリア, リヒテンシュタイン, ルクセンブルク, マルタ, モナコ, モルドバ, モンテネグロ, オランダ, ノルウェー, 北マケドニア, ポーランド, ルーマニア, ポルトガル, サンマリノ, セルビア, スロベニア, スペイン, スウェーデン, スイス, ウクライナ、イギリス、ラトビア）が批准した。

## 歴史
1990年代以降、欧州評議会は女性に対する暴力防止を促進する一連の発議を行ってきた。とりわけ、こうした発議は、加盟国の閣僚委員会で採択された女性に対する暴力防止に関する2002年の欧州評議会勧告に帰結し、さらに2006年から2008年まで、ヨーロッパ全域で、家庭内暴力を含む女性に対する暴力撲滅に関する運動が繰り広げられた。欧州評議会議員会議もまた、いかなる形態の女性に対する暴力にも反対する確固たる政治的な立場をとり、ジェンダーが根底にある暴力の深刻で幅広い形態を防止して、暴力から守り、告訴するための法的拘束力がある標準を要求する、多くの解決案や勧告を採択している。
全国レベルのレポート、研究、調査により、ヨーロッパにおける問題の大きさが明らかになってきた。特に、先述の運動により家庭内暴力や女性に対する暴力に対する国民の反応がヨーロッパで大きく差がついていたことが判明した。それゆえ、ヨーロッパ全域で同じ水準の下で確実に被害者を救済するために調整された法的な標準の必要性が明らかになった。評議会加盟国の法務大臣は家庭内暴力、特に親密なパートナーからの暴力を防ぐ必要性について議論を開始した。
欧州評議会は、女性に対する暴力や家庭内暴力を防止、撲滅するために包括的な標準を定める必要があると判断した。2008年12月には、閣僚委員会がこの分野の条約起草のための専門家集団を設立した。2年に及ぶ過程を経て、CAHVIO（女性に対する暴力と家庭内暴力を防止、撲滅するための特定委員会）と呼ばれるこの集団が、条約文を起草した。条約起草の最終段階で、イギリス、イタリア、ロシア、教皇庁が条約によりもたらされる要求を制限するいくつかの修正案を提案した。こうした修正はアムネスティ・インターナショナルに批判された。条約の最終草案は2010年12月に作成された。

## 採択・署名・批准

### 一般的な過程
この条約は、2011年4月7日に行われた欧州評議会の閣僚委員会で採択された。その後、2011年5月11日にイスタンブールで開かれた閣僚委員会の第121回会議の場で署名されることになった。条約の発効には10か国の批准が必要であり、特に加盟国から8か国の批准が必要だった。2015年12月の時点で、38か国が署名して、発効までの最小の数である加盟国から8か国が批准した（アルバニア、オーストリア、ボスニアヘルツェゴビナ、イタリア、モンテネグロ、ポルトガル、セルビア、トルコ）。その年の後半には、アンドラ、デンマーク、フランス、マルタ、モナコ、スペイン、スウェーデンに批准された。2015年には、スロベニア、フィンランド、ポーランド、オランダにも批准され、2016年には、サンマリノ、ベルギー、ルーマニアにも批准された。2017年にはジョージア、ノルウェー、ドイツ、エストニア、キプロス、スイス、2018年にはクロアチア、マケドニア、アイスランド、ギリシャ、ルクセンブルグ、2019年にはアイルランドに、それぞれ批准された。2017年7月13日には、欧州委員会のベラ・ヨウロバー（男女共同参画）が欧州連合の代表としてイスタンブール条約に署名した。条約を批准した国は、発効後、その規定に法的に拘束される。

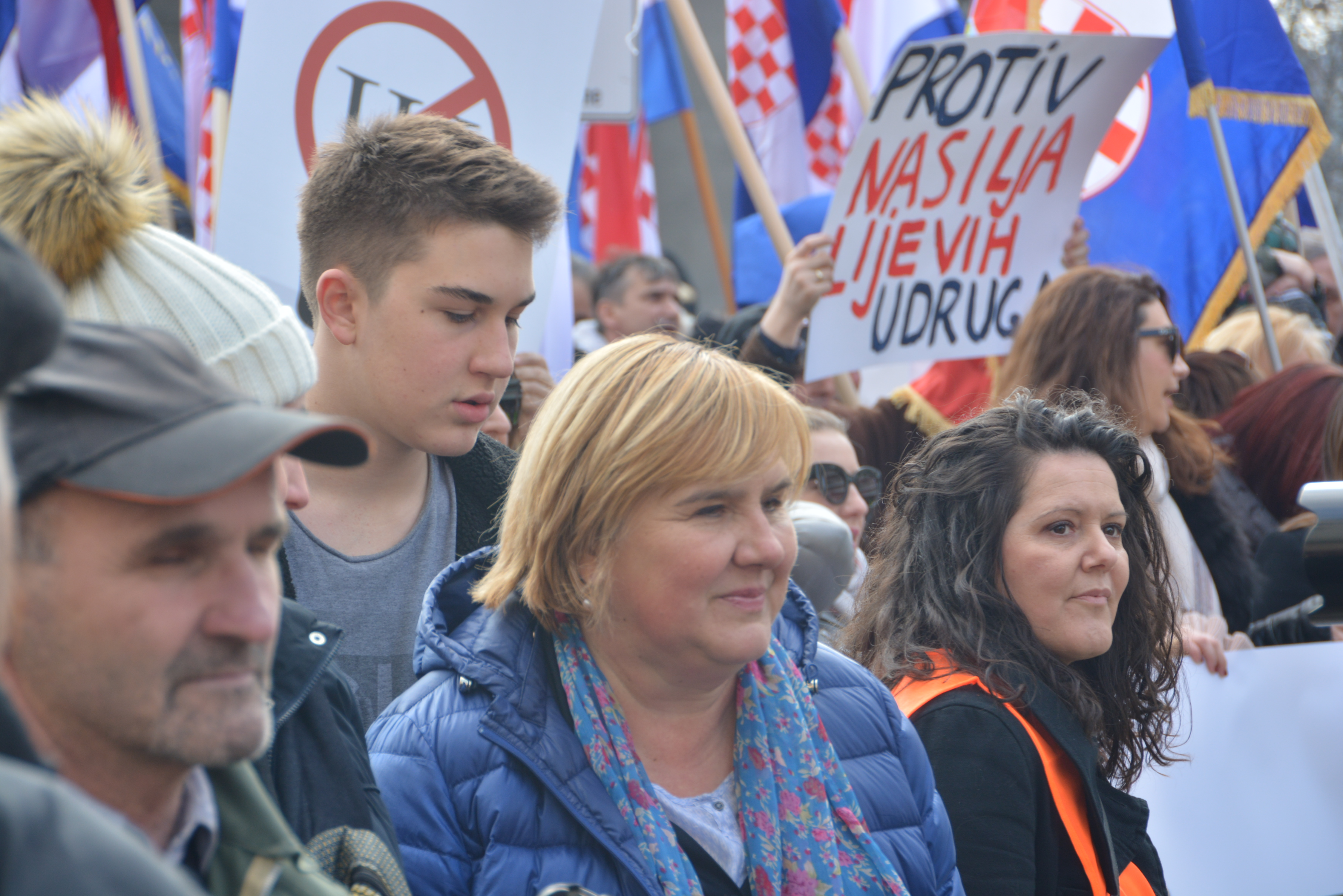
en:Željka Markićとその他の大勢の人々がクロアチアに対し条約を批准しないように要請（2018年）

| 署名国                   | 署名           | 批准           | 発効           |
| ------------------------ | -------------- | -------------- | -------------- |
| アルバニア               | 2011年12月19日 | 2013年2月4日   | 2014年8月1日   |
| アンドラ                 | 2013年2月22日  | 2014年4月22日  | 2014年8月1日   |
| アルメニア               | 2018年1月18日  |                |                |
| オーストリア             | 2011年5月11日  | 2013年11月14日 | 2014年8月1日   |
| ベルギー                 | 2012年9月11日  | 2016年3月14日  | 2016年7月1日   |
| ボスニア・ヘルツェゴビナ | 2013年3月8日   | 2013年11月7日  | 2014年8月1日   |
| ブルガリア               | 2016年4月21日  |                |                |
| クロアチア               | 2013年1月22日  | 2018年6月12日  | 2018年10月1日  |
| キプロス                 | 2015年6月16日  | 2017年11月10日 | 2018年3月1日   |
| チェコ                   | 2016年5月2日   |                |                |
| デンマーク               | 2013年10月11日 | 2014年4月23日  | 2014年8月1日   |
| エストニア               | 2014年12月2日  | 2017年10月26日 | 2018年2月1日   |
| 欧州連合                 | 2017年6月13日  | 2023年6月1日   | 2023年10月1日  |
| フィンランド             | 2011年5月11日  | 2015年4月17日  | 2015年8月1日   |
| フランス                 | 2011年5月11日  | 2014年7月4日   | 2014年11月1日  |
| ジョージア               | 2014年6月19日  | 2017年5月19日  | 2017年9月1日   |
| ドイツ                   | 2011年5月11日  | 2017年10月12日 | 2018年2月1日   |
| ギリシャ                 | 2011年5月11日  | 2018年6月18日  | 2018年10月1日  |
| ハンガリー               | 2014年3月14日  |                |                |
| アイスランド             | 2011年5月11日  | 2018年4月26日  | 2018年8月1日   |
| アイルランド             | 2015年11月5日  | 2019年3月8日   | 2019年7月1日   |
| イタリア                 | 2012年9月27日  | 2013年9月10日  | 2014年8月1日   |
| ラトビア                 | 2016年5月18日  | 2024年1月10日  | 2024年5月1日   |
| リヒテンシュタイン       | 2016年11月10日 | 2021年6月17日  | 2021年10月1日  |
| リトアニア               | 2013年6月7日   |                |                |
| ルクセンブルク           | 2011年5月11日  | 2018年8月7日   | 2018年12月1日  |
| マルタ                   | 2012年5月21日  | 2014年7月29日  | 2014年11月1日  |
| モルドバ                 | 2017年2月6日   | 2021年10月14日 | 2021年10月20日 |
| モナコ                   | 2012年9月20日  | 2014年10月7日  | 2015年2月1日   |
| モンテネグロ             | 2011年5月11日  | 2013年4月22日  | 2014年8月1日   |
| オランダ                 | 2012年11月14日 | 2015年11月18日 | 2016年3月1日   |
| 北マケドニア共和国       | 2011年7月8日   | 2018年3月23日  | 2018年7月1日   |
| ノルウェー               | 2011年7月7日   | 2017年7月5日   | 2017年11月1日  |
| ポーランド               | 2012年12月18日 | 2015年4月27日  | 2015年8月1日   |
| ポルトガル               | 2011年5月11日  | 2013年2月5日   | 2014年8月1日   |
| ルーマニア               | 2014年6月27日  | 2016年5月23日  | 2016年9月1日   |
| サンマリノ               | 2014年4月30日  | 2016年1月28日  | 2016年5月1日   |
| セルビア                 | 2012年4月4日   | 2013年11月21日 | 2014年8月1日   |
| スロバキア               | 2011年5月11日  |                |                |
| スロベニア               | 2011年9月8日   | 2015年2月5日   | 2015年6月1日   |
| スペイン                 | 2011年5月11日  | 2014年4月11日  | 2014年8月1日   |
| スウェーデン             | 2011年5月11日  | 2014年7月1日   | 2014年11月1日  |
| スイス                   | 2013年9月11日  | 2017年12月14日 | 2018年4月1日   |
| トルコ                   | 2011年5月11日  | 2012年3月14日  | 2014年8月1日   |
| ウクライナ               | 2011年11月7日  | 2022年6月20日  | 2022年6月20日  |
| イギリス                 | 2012年6月8日   | 2022年7月21日  | 2022年11月1日  |

### ブルガリア憲法裁判所による拒否

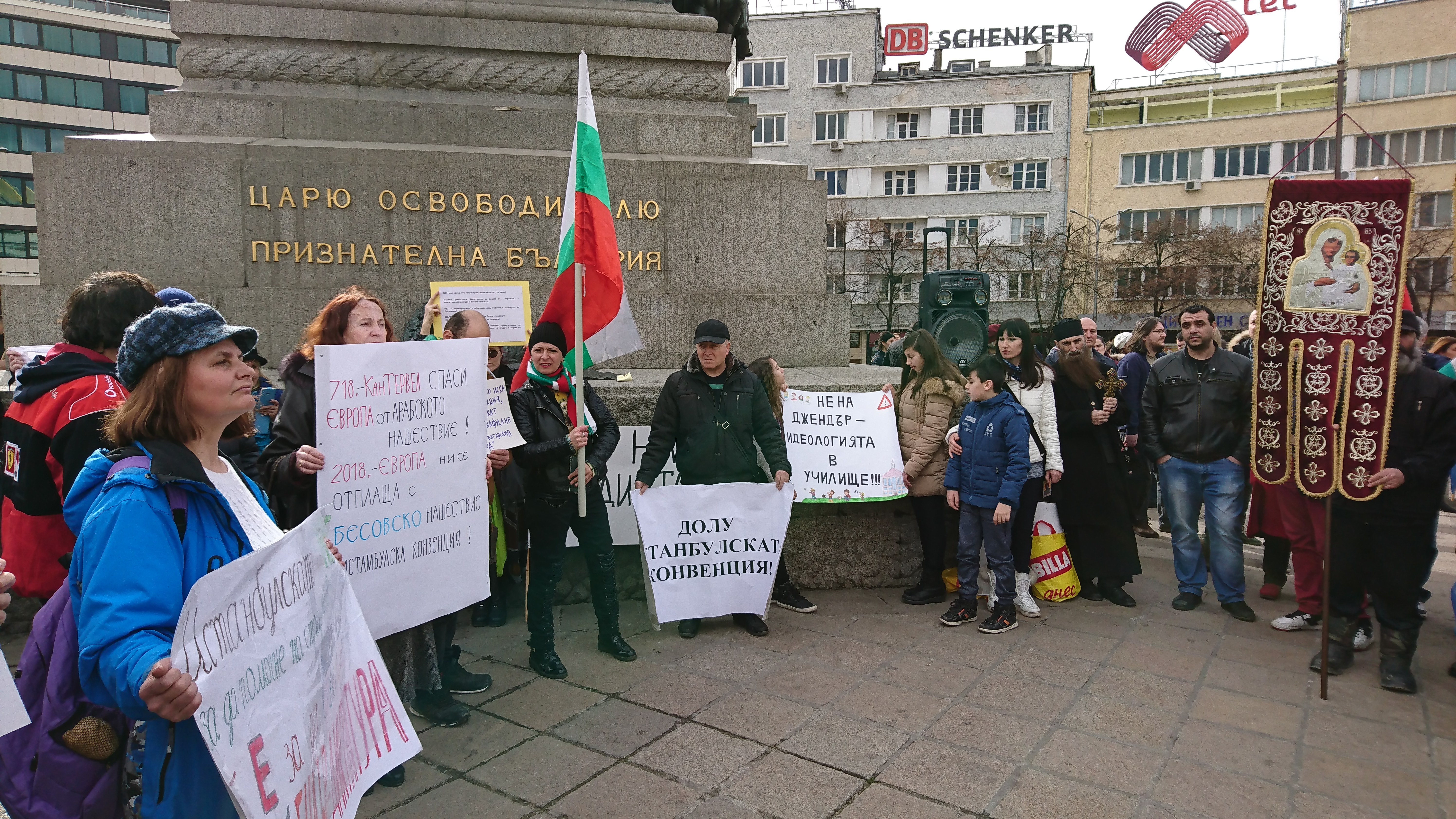
ソフィアにおけるイスタンブール条約への抗議（2018年2月）

2018年1月、ブルガリア政府は議会に条約を批准するように提案する決定をした。この決定に対し、すぐさま、一部の閣僚、議員、メディア、市民団体が批判して、最終的に第三の性や同性結婚が正式に認められるようになると主張した。広範囲に反発が広がったことを受けて、第三次ボリソフ内閣は条約の批准を延期し、憲法裁判所に対し合法かどうか判断を下すように求めた。批准に反対するルメン・ラデフ大統領は「常識の勝利」として延期を歓迎し、この条約は曖昧であり、家庭内暴力は適切なブルガリア法による対処と法執行の改善でのみ対処可能であると述べた。
ボイコ・ボリソフ首相は、連合相手の極右政党ユナイテッド・パトリオットからも支援されなかった自らの政党であるヨーロッパ発展のためのブルガリア市民の孤立に言及した。ボリソフ首相は、野党のブルガリア社会党が同様に断固として条約に反対したことに対し驚きを表明し、社会主義者が完全に欧州連合に反対していると述べた。ブルガリア社会党は断固たる反対を表明し、欧州社会党とコルネーリア・ニノワの下でのブルガリア社会党の新たな政治路線との間に亀裂が生じた。社会主義者の「Vision for Bulgaria」プログラムによれば、条約には女性を守る意図はなく、ヨーロッパ文明の基本的な価値観に反している、とされる。
2018年7月27日、憲法裁判所は憲法訴訟第3号（2018年）に対する決議第13号を発して、「女性に対する暴力と家庭内暴力の防止と撲滅に関する欧州評議会条約はブルガリア憲法に適応しない」と述べた。裁判所は、以前の女性に対する暴力反対に関する欧州評議会の文書とトランスジェンダーの権利の拡張に関連性があることを確認した。憲法裁判所によれば、条約により生物学的と社会的の両方のカテゴリーでジェンダーの二つの解釈が与えられるが、決定的に人間が生物学的に男と女で定義され、市民として対等な立場であるがゆえに、憲法に矛盾しているとされる。それゆえ、条約には、非生物学的なジェンダーの定義を促進する公式な根拠があり、違憲と見なされたのである。
女性の権利団体はブルガリア政府が条約を批准しないと決定したことに憤りを表した。2018年11月、女性に対する暴力撤廃の国際デーの機会で、数百人の人々が#YouAreNotAlone (#НеСиСама)をモットーに、ソフィア中心部で女性への暴力反対のデモを起こし、被害者のための予防プログラムと避難所の創設を含む、制度上の効果的な行動を要求した。the Bulgarian Fond for Womenは、2018年の最初の11か月で、ブルガリアで30人近くの女性が殺害され、そのほとんどがパートナーによって殺害されたという事実に言及した。

### スロバキア共和国国民議会による拒否
スロバキアの保守的、キリスト教民主主義、ローマカトリック、ナショナリスト、極右のグループや政党は、特に彼らが極端なリベラルと表したLGBTの権利の条項が、彼らが守るべきと見なす伝統的な価値観を損なうとして、国が条約を批准することに反対している 。2019年3月29日、2019年スロバキア大統領選挙の前日、ナショナリストの議員は、保守的な有権者がLGBTの権利と女性の中絶の権利の両方を支持しているマロシュ・シェフチョビッチに投票するようにするために、議会でスロバキア政府が条約を批准しないように要求する決議案を可決した。ズザナ・チャプトヴァーが選挙に勝ち、女性で初めてスロバキアの大統領になったものの、保守集団が数か月のうちにスロバキアが条約を批准しないようにして、中絶へのアクセスを制限するための運動を増大させた。2020年2月25日、スロバキア共和国国民議会は臨時議会で17–96 (37 不在)により条約承認を否決した。この決定を受けてズザナ・チャプトヴァー大統領は、2020年3月6日に欧州評議会に書簡を送り、スロバキアがイスタンブール条約の締約国になれないことを通知した。大統領のスポークスパーソンのMartin Strizinecは、「条約の批准に必要な条件は議会の同意であるが、それは起こらなかったので、大統領が批准することはないだろう」と述べた。さらに、「チャプトヴァー大統領は、もし議会が憲法に定められた方法で文書を決めるならば議員の意思を尊重するつもりである、と繰り返し述べている」とも付け加えた。

### ポーランド
2020年7月、ポーランドの法務大臣ズビグニェフ・ジョブロは、条約から撤退するための正式なプロセスの準備を開始するつもりであると表明した。ジョブロは、条約は、学校がイデオロギー的な方法でジェンダーについて子供たちに教え、生物学的な性別を強調しないように義務付けるので、有害であると述べた。2012年、野党時代、ジョブロはこの条約を「ゲイのイデオロギーの正当化を目的としたフェミニストの創造物、発明」と述べていた。ポーランド政府もまた条約を批判し、文化、慣習、宗教、伝統、あるいは名誉と呼ばれるものが女性への暴力を正当化するものと見なされるべきではないと主張した。ワルシャワでは、数百人の人々が撤退に反対するデモを起こした。この発表は、ポーランドとハンガリーからの圧力により、欧州連合が資金調達と法の支配との繋がりを緩和した直後に行われた。欧州評議会は、「条約からの離脱は非常に残念であり、ヨーロッパにおける暴力からの女性の保護に関して大きく後退することになるだろう」と述べた。

### ハンガリー
2020年5月、ハンガリーの国会は政治宣言を可決して、政府に対し、それ以上条約に同意しないように、また欧州連合に対し同様にするように働きかけかけるように求めた。この宣言は賛成115、反対35、棄権3で可決された。

### トルコ
2021年3月20日、トルコのエルドアン大統領が本条約からの離脱を表明したとトルコ政府機関紙のResmî Gazeteが報じた。

### 主要な規定
イスタンブール条約は、「女性に対する暴力を撲滅するための包括的な法的枠組みとアプローチを作成する」最初の法的拘束力のある公文書であり、家庭内暴力の防止、被害者の保護、および告発された犯罪者の起訴に焦点を当てている。
条約は、女性に対する暴力を人権侵害と差別の一形態として特徴付けている（第3条（a））。国は、暴力を防止し、被害者を保護し、加害者を告訴する際に、注意義務（デューディリジェンス）を果たさねばならない（第5条）。条約にはジェンダーの定義も含まれている。条約の目的において、ジェンダーは第3条（c）で「既定の社会が女性と男性にふさわしいと見なす、社会的に構築された役割、振る舞い、活動、属性」として定義されている。さらに、条約は女性への暴力として特徴付けられる一連の犯罪を設立して、その被害者のための支援専門家（第22条）女性シェルター（第23条）を規定している。条約を批准した国は、以下の犯罪を違法化せねばならない。心理的暴力（第33条）、ストーカー（第34条）、身体的暴力（第35条）、レイプを含む性的暴力（人との性的な性質の合意に基づかない行為への全ての関与を明示的にカバーする）（第36条）、強制結婚（第37条）、女性器切除（第38条）、強制中絶および強制不妊手術（第39条）。条約はまた、いわゆる「名誉」という名の下で行われる犯罪（名誉殺人など）を対象とした条項も含まれている（第42条）。

### 構造
条約には81の条文があり、12章に分かれている。この構造は直近の条約の構造を踏襲している。条約の構造は、「4つのP」に基づいている。すなわち、暴力の防止（Prevention）、被害者の保護と援助（Protection and support of victims）、犯罪者の告訴（Prosecution of offenders）、総合的な政策（Integrated Policies）である。それぞれの分野で、一連の特別な対策が見込まれている。条約はまた、女性に対する暴力の分野でデータ収集や研究を支援することに関する義務を設けている（第11条）。
前文では、人権と基本的自由の保護のための条約、欧州社会憲章、人身売買に対する行動に関する欧州評議会条約、国際連合の国際人権法、国際刑事裁判所ローマ規程を思い出させている。条約第2条では、女性に対する暴力と家庭内暴力についての規定を平和時と戦時中にも適用せねばならない、としている。
第3条では重要事項について定義する。
- 女性に対する暴力は、「人権侵害と差別の一形態であり、公的か私生活かに関わらず、身体的、性的、心理的、経済的な被害、あるいは脅迫やそれに類する行動を含めて女性を苦しめること、強制または任意の自由剥奪に起因する、あるいは可能性があるジェンダーに基づいた全ての行動」を意味することとする。
- 家庭内暴力は、「加害者が被害者と同じ住居に暮らしている、あるいは暮らしていたかどうかに関わらず、家族、家庭内のユニット、元または現在の配偶者またはパートナー間で発生する身体的、性的、心理的または経済的暴力の全ての行為」を意味することとする。
- ジェンダーは、「既定の社会が男と女にふさわしいと見なす、社会的に構築された役割、振る舞い、活動、属性」を意味することとする。
- 女性に対するジェンダーに基づいた暴力は、「女性に対し女性であることを指示するような暴力、不釣り合いに女性に影響を与える暴力」を意味することとする。

第4条ではいくつかの差別の形態を禁じる。締約国による条約の規定の実施は、被害者の権利を保護するための特定の手段を以て、性別、ジェンダー、人種、肌の色、言語、政治的またはその他の意見、国または社会的出身、社会的少数者との関係、財産、出生、性的指向、性同一性、年齢、健康状態、障害、婚姻状況、移民または難民の状況、またはその他の状況などの理由で差別されることなく確実になされるものとする。

### GREVIOによる監視の仕組み
条約は、独立した専門家集団である「女性に対する暴力と家庭内暴力に対する行動に関する専門家グループ」（GREVIO）に対し条約の実施を監視するように義務付けている。メンバーは締約国により選ばれ、締約国の数に応じて、10人から15人の間で構成される。
2014年に、Feride Acar会長（トルコ）、Marceline Naudi第一副会長（マルタ）、Simona Lanzoni第二副会長（イタリア）、メンバーのBiljana Brankovic（セルビア）、フランソワーズ・ブリー（フランス）、 Gemma Gallego（スペイン）、Helena Leitao（ポルトガル）、Rosa Logar（オーストリア）、Iris Luarasi（アルバニア）、Vesna Ratkovic（モンテネグロ）の最初の10人が選ばれた。
2018年には、Per Arne Håkansson（スウェーデン）、Sabine Kräuter-Stockton（ドイツ）、Vladimer Mkervalishvili（ジョージア）、Rachel Eapen Paul（ノルウェー）、Aleid van den Brink（オランダ）の5人の追加メンバーが選ばれた。

## 誤解
2018年11月のプレスリリースで、欧州評議会は「明確に目標が述べられているにもかかわらず、いくつかの宗教集団や超保守的な集団がイスタンブール条約について誤った説話を広めている」と主張した。また、プレスリリースで「この条約には特定のライフスタイルを課したり、私生活の個人的な集団を妨げる意図はなく、女性に対する暴力や家庭内暴力を防止するだけのものである」と主張し、さらに「条約は、もちろん男女の性差を終わらせるものではない。条約には、男女が同じであり、そうあるべきとするところはどこにもなく、家族の生活や構造を規制する意図もない。家族の定義も、特定の家族タイプ設立を促進することもない」とも主張した。
バルカンインサイトによれば、条約に対する批判は、中央ヨーロッパおよび東ヨーロッパで最も強く、主に極右や国民保守主義者によるもので、実際の内容には根拠がないとされ、偽情報、人民主義のレトリックを使い、キリスト教やイスラム教の道徳をアピールすることで、批判者は、西欧による東に過度にリベラルな政策を押し付ける不穏なやり方で、女性に対する暴力撲滅に関する包括的な法の枠組みやアプローチを形成する本質的な一連のガイドラインを再構成しようとしてきた、とされる。

## 備考
1. ↑  1. 欧州連合 も署名している。
2. ↑  条約作成に関わった非加盟国も含む。これまでのところ、カナダ、教皇庁 (バチカン市国)、日本、メキシコ、アメリカ合衆国のいずれも署名していない。
3. ↑  2014年4月のこの講演の時、Liri Kopachiは欧州評議会の男女共同参画部門の責任者だった。彼女が正確に予測した通り、条約は2014年8月に入った直後に発効した。
4. ↑  There is an error in the video's subtitles as well as in the transcript of this debate on the 'EU accession to the Council of Europe Convention on preventing and combating violence against women and domestic violence' (held on 11 September 2017 in the European Parliament in Strasbourg). As the context indicates, Reintke meant 'to accede', not 'to exceed'; the words are homophones. Similarly, Reintke meant 'forefighters' (meaning 'champions' or 'soldiers who fight in the frontline'), not 'four fighters'.[9]
5. ↑  フェロー諸島とグリーンランドには適用されない。[11]
6. ↑  ボネール、シント・ユースタティウスおよびサバ（カリブ地方）には適用されず、オランダ王国のヨーロッパ地域のみ。[11]